# Ječmika
Ječmika  (lat. Elymus), veliki rod jednosupnica iz porodice travovki, kojemu pripada preko 200 vrsta trajnica. U Hrvatskoj raste nekoliko vrste a poznate su pod imenom pirika, premda tome rodu ne pripadaju, to su pasja pirika (E. caninus), E. pungens i puzava pirika (E. repens)
Vrste koje su nekada uključivane u ovaj rod su Dugačka pirika pripada rodu Thinopyrum (Thinopyrum elongatum), bodljikava pirika (Thinopyrum junceum), srednja pirika (T. intermedium subsp. intermedium) i primorska pirika (T. pycnanthum)

## Vrste
1. Elymus abolinii (Drobow) Tzvelev
2. Elymus aenaeanus (Hohla & H.Scholz) W.Lippert & Meierott ex Hohla
3. Elymus afghanicus (Melderis) G.Singh
4. Elymus africanus Á.Löve
5. Elymus alaskanus (Scribn. & Merr.) Á.Löve
6. Elymus albicans (Scribn. & J.G.Sm.) Á.Löve
7. Elymus alienus (Keng) S.L.Chen
8. Elymus alpinus L.B.Cai
9. Elymus altissimus (Keng & S.L.Chen) Á.Löve ex B.Rong Lu
10. Elymus amgensis Tzvelev
11. Elymus angsaiensis S.L.Lu & Y.H.Wu
12. Elymus angulatus J.Presl
13. Elymus angustispiculatus S.L.Chen & G.H.Zhu
14. Elymus anthosachnoides (Keng & S.L.Chen) Á.Löve ex B.Rong Lu
15. Elymus antiquus (Nevski) Tzvelev
16. Elymus arcuatus (Golosk.) Tzvelev
17. Elymus aristiglumis (Keng & S.L.Chen) S.L.Chen
18. Elymus arizonicus (Scribn. & J.G.Sm.) Gould
19. Elymus athericus (Link) Kerguélen
20. Elymus atratus (Nevski) Hand.-Mazz.
21. Elymus bakeri (E.E.Nelson) Á.Löve
22. Elymus barbicallus (Ohwi) S.L.Chen
23. Elymus barystachyus L.B.Cai
24. Elymus borianus (Melderis) Cope
25. Elymus × brachyphyllus (Boiss. & Hausskn.) Á.Löve
26. Elymus brevipes (Keng & S.L.Chen) S.L.Chen
27. Elymus burchan-buddae (Nevski) Tzvelev
28. Elymus buschianus (Roshev.) Tzvelev
29. Elymus cacuminus B.Rong Lu & B.Salomon
30. Elymus caesifolius Á.Löve ex S.L.Chen
31. Elymus caianus S.L.Chen & G.H.Zhu
32. Elymus calcicola (Keng) S.L.Chen
33. Elymus calderi Barkworth
34. Elymus californicus (Bol. ex Thurb.) Gould
35. Elymus canadensis L.
36. Elymus caninus (L.) L.
37. Elymus caucasicus (K.Koch) Tzvelev
38. Elymus cheniae (L.B.Cai) G.H.Zhu
39. Elymus churchii J.J.N.Campb.
40. Elymus ciliaris (Trin.) Tzvelev
41. Elymus clivorum Melderis
42. Elymus colorans (Melderis) Á.Löve
43. Elymus confusus (Roshev.) Tzvelev
44. Elymus cordilleranus Davidse & R.W.Pohl
45. Elymus coreanus Honda
46. Elymus curtiaristatus (L.B.Cai) S.L.Chen & G.H.Zhu
47. Elymus curvatiformis (Nevski) Á.Löve
48. Elymus × czilikensis (Drobow) Tzvelev
49. Elymus czimganicus (Drobow) Tzvelev
50. Elymus dahuricus Turcz. ex Griseb.
51. Elymus debilis (L.B.Cai) S.L.Chen & G.H.Zhu
52. Elymus dentatus (Hook.f.) Tzvelev
53. Elymus diversiglumis Scribn. & C.R.Ball
54. Elymus dolichatherus (Keng) S.L.Chen
55. Elymus dolichorhachis S.L.Lu & Y.H.Wu
56. Elymus × dorei (Bowden) Barkworth & D.R.Dewey
57. Elymus drobovii (Nevski) Tzvelev
58. Elymus × drucei (Stace) Lambinon
59. Elymus durus (Keng) S.L.Chen
60. Elymus duthiei (Melderis) G.Singh
61. Elymus × ebingeri G.C.Tucker
62. Elymus edelbergii (Melderis) O.Andersson & Podlech
63. Elymus elymoides (Raf.) Swezey
64. Elymus erosiglumis Melderis
65. Elymus fedtschenkoi Tzvelev
66. Elymus festucoides (Maire) Ibn Tattou
67. Elymus fibrosus (Schrenk) Tzvelev
68. Elymus formosanus (Honda) Á.Löve
69. Elymus glaberrimus (Keng & S.L.Chen) S.L.Chen
70. Elymus glaucissimus (Popov) Tzvelev
71. Elymus glaucus Buckley
72. Elymus gmelinii (Trin.) Tzvelev
73. Elymus grandis (Keng) S.L.Chen
74. Elymus × hansenii Scribn.
75. Elymus himalayanus (Nevski) Tzvelev
76. Elymus hirsutus J.Presl
77. Elymus hitchcockii Davidse
78. Elymus hoffmannii K.B.Jensen & Asay
79. Elymus hondae (Kitag.) S.L.Chen
80. Elymus hongyuanensis (L.B.Cai) S.L.Chen & G.H.Zhu
81. Elymus hordeoides (Suksd.) Barkworth & D.R.Dewey
82. Elymus humidorum (Ohwi & Sakam.) Á.Löve
83. Elymus humilis (Keng & S.L.Chen) S.L.Chen
84. Elymus hybridus (Keng) S.L.Chen
85. Elymus hystrix L.
86. Elymus × incertus H.Hartmann
87. Elymus × interjacens (Melderis) G.Singh
88. Elymus interruptus Buckley
89. Elymus intramongolicus (Shan Chen & W.Gao) S.L.Chen
90. Elymus ircutensis Peschkova
91. Elymus jacquemontii (Hook.f.) Cope
92. Elymus jacutensis (Drobow) Tzvelev
93. Elymus karakabinicus Kotukhov
94. Elymus khokhrjakovii Tzvelev
95. Elymus kuramensis (Melderis) Cope
96. Elymus lancangensis S.L.Lu & Y.H.Wu
97. Elymus lanceolatus (Scribn. & J.G.Sm.) Gould
98. Elymus laxinodis (L.B.Cai) S.L.Chen & G.H.Zhu
99. Elymus lazicus (Boiss.) Melderis
100. Elymus leiotropis (Keng) S.L.Chen
101. Elymus lenensis (Popov) Tzvelev
102. Elymus lolioides (P.Candargy) Melderis
103. Elymus longearistatus (Boiss.) Tzvelev
104. Elymus longifolius (J.G.Sm.) Gould
105. Elymus macgregorii R.E.Brooks & J.J.N.Campb.
106. Elymus macrochaetus (Nevski) Tzvelev
107. Elymus macrourus (Turcz.) Tzvelev
108. Elymus magellanicus (É.Desv.) Á.Löve
109. Elymus magnicaespes D.F.Cui
110. Elymus magnipodus (L.B.Cai) S.L.Chen & G.H.Zhu
111. Elymus × maltei Bowden
112. Elymus margaritae A.V.Agaf., Kobozeva & B.Salomon
113. Elymus marginatus (H.Lindb.) Á.Löve
114. Elymus × mayebaranus (Honda) S.L.Chen
115. Elymus mendocinus (Parodi) Á.Löve
116. Elymus × mossii (Lepage) Barkworth & D.R.Dewey
117. Elymus multisetus (J.G.Sm.) Burtt Davy
118. Elymus mutabilis (Drobow) Tzvelev
119. Elymus nakaii (Kitag.) S.L.Chen
120. Elymus nepalensis (Melderis) Melderis
121. Elymus nipponicus Jaaska
122. Elymus nodosus (Steven ex Griseb.) Melderis
123. Elymus × nothus (Melderis) G.Singh
124. Elymus nutans Griseb.
125. Elymus × palmerensis (Lepage) Barkworth & D.R.Dewey
126. Elymus panormitanus (Parl.) Tzvelev
127. Elymus patagonicus Speg.
128. Elymus pendulinus (Nevski) Tzvelev
129. Elymus petrovii Tzvelev
130. Elymus praeruptus Tzvelev
131. Elymus probatovae Tzvelev
132. Elymus pseudocaninus G.H.Zhu & S.L.Chen
133. Elymus × pseudorepens (Scribn. & J.G.Sm.) Barkworth & D.R.Dewey
134. Elymus puberulus (Keng) S.L.Chen
135. Elymus pulanensis (H.L.Yang) S.L.Chen
136. Elymus pungens (Pers.) Melderis
137. Elymus purpurascens (Keng) S.L.Chen
138. Elymus qingnanensis S.L.Lu & Y.H.Wu
139. Elymus repens (L.) Gould
140. Elymus retroflexus B.Rong Lu & B.Salomon
141. Elymus riparius Wiegand
142. Elymus russellii (Melderis) Cope
143. Elymus sajanensis (Nevski) Tzvelev
144. Elymus × saundersii Vasey
145. Elymus × saxicola Scribn. & J.G.Sm.
146. Elymus scabridulus (Ohwi) Tzvelev
147. Elymus scabrifolius (Döll) J.H.Hunz.
148. Elymus scabriglumis (Hack.) Á.Löve
149. Elymus schrenkianus (Fisch. & C.A.Mey. ex Schrenk) Tzvelev
150. Elymus schugnanicus (Nevski) Tzvelev
151. Elymus sclerophyllus (Nevski) Tzvelev
152. Elymus scribneri (Vasey) M.E.Jones
153. Elymus semicostatus (Steud.) Melderis
154. Elymus serotinus (Keng) Á.Löve ex B.Rong Lu
155. Elymus serpentinus (L.B.Cai) S.L.Chen & G.H.Zhu
156. Elymus shandongensis B.Salomon
157. Elymus shouliangiae (L.B.Cai) S.L.Chen & G.H.Zhu
158. Elymus sibinicus Kotukhov
159. Elymus sibiricus L.
160. Elymus sikkimensis (Melderis) Melderis
161. Elymus sinkiangensis D.F.Cui
162. Elymus sinoflexuosus S.L.Chen & G.H.Zhu
163. Elymus sinosubmuticus S.L.Chen
164. Elymus smithii (Rydb.) Gould
165. Elymus × spurius (Melderis) G.Singh
166. Elymus stebbinsii Gould
167. Elymus stenostachyus (Melderis) O.Andersson & Podlech
168. Elymus strictus (Keng) S.L.Chen
169. Elymus submuticus (Hook.) Smyth
170. Elymus svensonii Church
171. Elymus sylvaticus (Keng & S.L.Chen) S.L.Chen
172. Elymus tenuis (Buchanan) Á.Löve & Connor
173. Elymus tenuispicus (J.L.Yang & Y.H.Zhou) S.L.Chen
174. Elymus texensis J.J.N.Campb.
175. Elymus tibeticus (Melderis) G.Singh
176. Elymus tilcarensis (J.H.Hunz.) Á.Löve
177. Elymus transhyrcanus (Nevski) Tzvelev
178. Elymus trichospicula (L.B.Cai) S.L.Chen & G.H.Zhu
179. Elymus tridentatus (C.Yen & J.L.Yang) S.L.Chen
180. Elymus troctolepis (Nevski) Tzvelev
181. Elymus tsukushiensis Honda
182. Elymus uralensis (Nevski) Tzvelev
183. Elymus × versicolor A.P.Khokhr.
184. Elymus villosus Muhl. ex Willd.
185. Elymus violaceus (Hornem.) J.Feilberg
186. Elymus virginicus L.
187. Elymus viridulus (Keng & S.L.Chen) S.L.Chen
188. Elymus vulpinus Rydb.
189. Elymus wawawaiensis J.R.Carlson & Barkworth
190. Elymus yangiae B.Rong Lu
191. Elymus × yukonensis (Scribn. & Merr.) Á.Löve
192. Elymus yushuensis (L.B.Cai) S.L.Chen & G.H.Zhu
193. Elymus zadoiensis S.L.Lu & Y.H.Wu
194. Elymus zejensis Prob.
195. Elymus zhui S.L.Chen